# Givira invidiosa
Givira invidiosa is een vlinder uit de familie van de Houtboorders (Cossidae). De wetenschappelijke naam van de soort is voor het eerst gepubliceerd in 1923 door Paul Dognin.
De soort komt voor in Brazilië (Amazonas).